# Nico van Gageldonk
Nico van Gageldonk (* 26. Mai 1913 in Klundert; † 19. Mai 1995 in Breda) war ein niederländischer Radrennfahrer.

## Sportliche Laufbahn
Nico van Gageldonk war im Straßenradsport aktiv. 1936 startete er bei den Olympischen Sommerspielen in Berlin. Im olympischen Straßenrennen wurde er gemeinsam mit weiteren Fahrern 16. In der Mannschaftswertung kam das Team der Niederlande mit Nico van Gageldonk, Gerrit Schulte, Philippus Vethaak und René van Hove nicht in die Wertung. 1937 startete er als Berufsfahrer, blieb jedoch ohne Erfolge.